# NGC 7474
NGC 7474 је лентикуларна галаксија у сазвежђу Пегаз која се налази на NGC листи објеката дубоког неба.
Деклинација објекта је + 20° 4' 4" а ректасцензија 23h 4m 4,3s. Привидна величина (магнитуда) објекта NGC 7474 износи 14,5 а фотографска магнитуда 15,5. NGC 7474 је још познат и под ознакама MCG 3-58-26, CGCG 453-58, NPM1G +19.0567, PGC 70379.